# Urogymnus asperrimus
Urogymnus asperrimus är en rockeart som först beskrevs av Bloch och Schneider 1801.  Urogymnus asperrimus ingår i släktet Urogymnus och familjen spjutrockor. IUCN kategoriserar arten globalt som sårbar. Inga underarter finns listade i Catalogue of Life.

## Bildgalleri

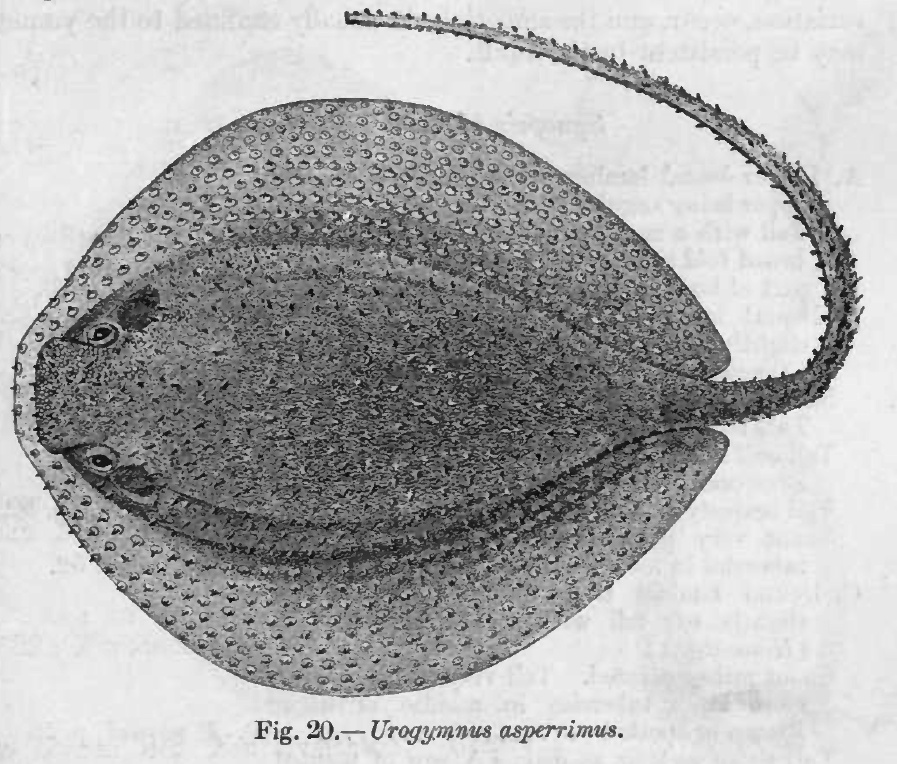
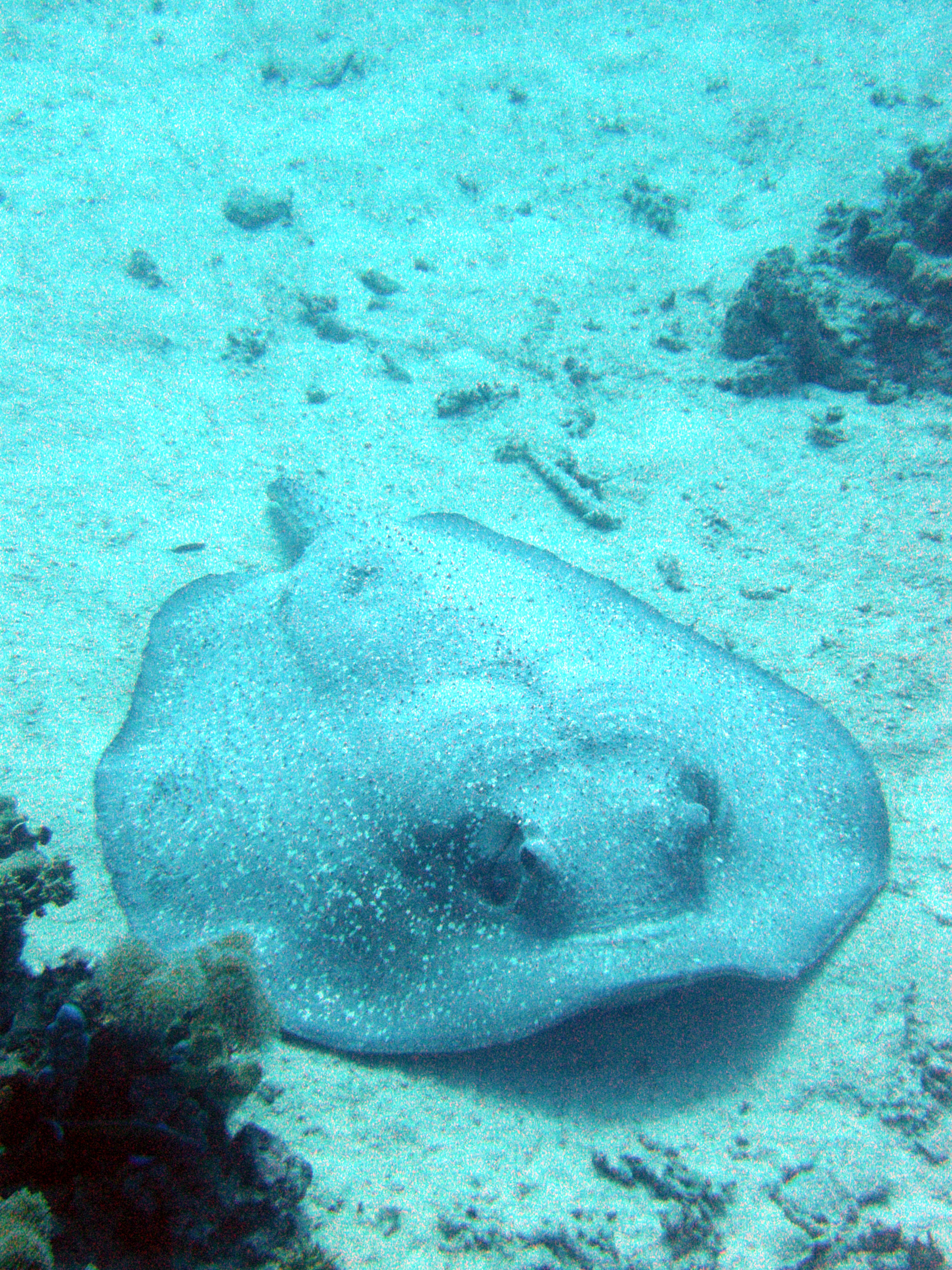